# Sân vận động Kalevi Kesk
Kalevi Keskstaadion là một sân vận động đa năng ở Tallinn, Estonia. Hiện sân này chủ yếu phục vụ cho các trận bóng đá và là sân nhà của Kalev Tallinn. Sân có sức chứa 12.000 người  và đã được xây vào năm 1956. Địa chỉ sân là Staadioni 8, 10132 Tallinn.

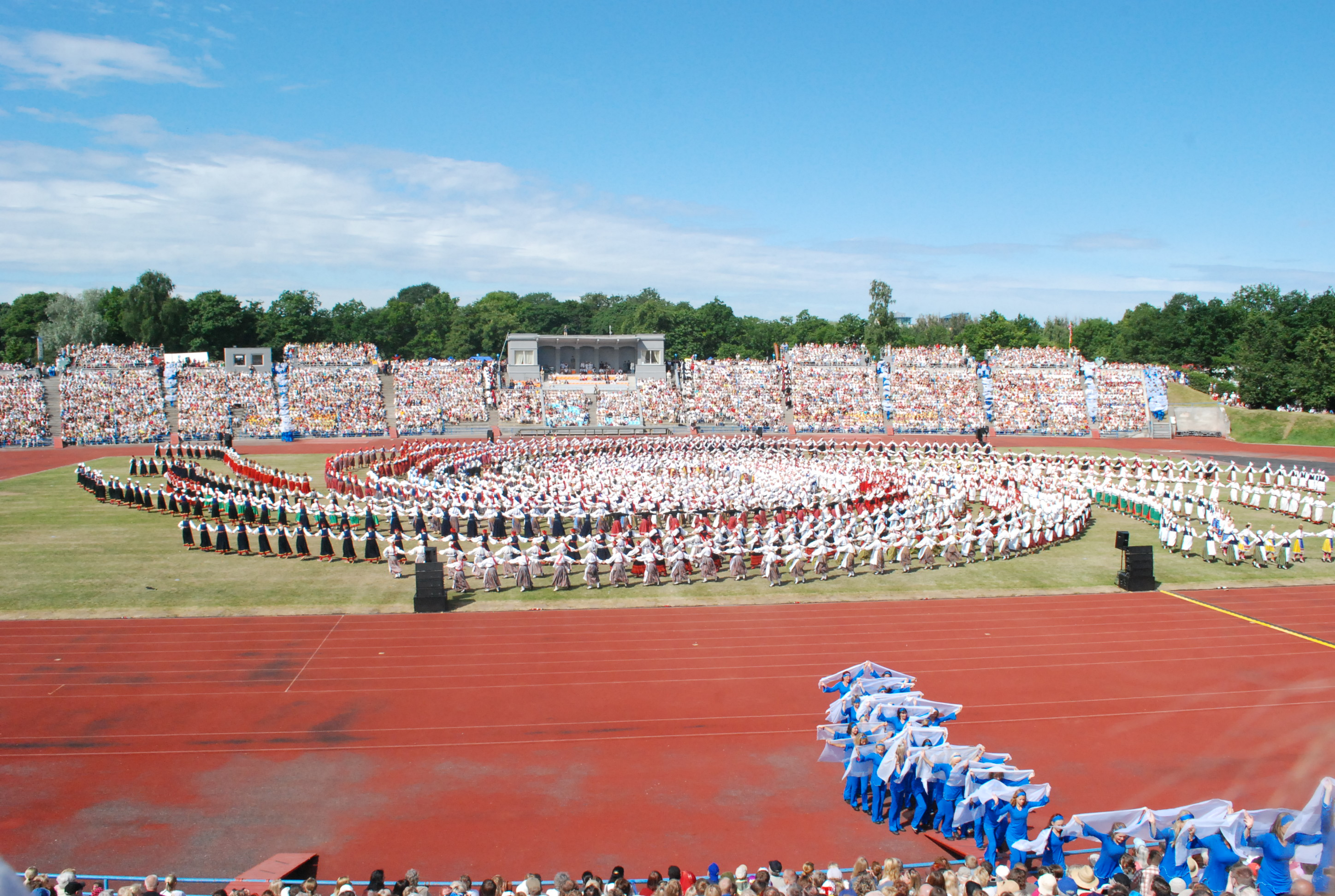
Kalevi Keskstaadion cũng là nơi tổ chức lễ hội khiêu vũ Estonia.